# 聖ゲオルギウスの祝祭 (パレスチナ)
聖ゲオルギウスの祝祭（せいゲオルギウスのしゅくさい）は聖ゲオルギウスを祝すパレスチナの祭日である。聖ゲオルギウスはアラビア語パレスチナ方言でMar Jeries（マール・ジュリエス）、Jirjis（ジルジス）、al-Khader（アル＝ハディル）などと言われる。「アル＝ハディル」というのは「緑の人」を意味する。西方では聖ゲオルギウスの日は4月23日に行われるが、パレスチナ地域では東方教会の暦に従い、祝祭は毎年5月5日から5月6日に行われる。もともとは地元のキリスト教徒の祝日であったが、パレスチナ人キリスト教徒もムスリムも祝う祭になっている。祝祭はベツレヘムのすぐ南側にあるパレスチナの町で、聖人と同じ名前を持つアル＝ハディルで行われる。

## 起源
聖ゲオルギウスの母はリッダ出身のパレスチナ人だったと信じられており、ローマの兵士だったゲオルギウス自身もアル＝ハディルのあたりに住んでいたことがあると言われ、ゲオルギウスは地元出身の聖人としてパレスチナ人の間で非常に人気がある。パレスチナの伝承によると、ゲオルギウスを称える大きな祝祭はパレスチナがビザンティン帝国の支配下にあった時代に始まった。伝承によると、祝宴の際、寡婦の息子ジルジス (Jirjis) は唯一の家畜であった一頭の雌牛をアル＝ハディルに捧げたが、そのせいで母の怒りを買ってしまった。しかしながらその夜若者は白い髪をしたアル＝ハディルが祝福を与えてくれる幻を見た。これが祭りの起源であるという。

## 宗教的伝統

### キリスト教徒
かつては、この祝祭はパレスチナ中からアラブ人がやってきてアル＝ハディルの町にある聖ゲオルギウス修道院を訪問し、パンなどを取引したり、供犠を行ったり、修道院の周りにあるオリーヴの木の下でピクニックに集まったりしていた。このような伝統は今日も残っており、聖ゲオルギウスが癒やしの力を持っているという逸話が多数あるため、多くのキリスト教徒の巡礼者が子どもに洗礼を受けさせようとやってくる。ドラゴン退治をする聖ゲオルギウスの姿を表現した特別なパンを焼く習慣もある。聖職者は肉を贈りものとして受け取るが、この修道院のキリスト教的伝統においては本来は動物供犠は行われない。5月6日の朝にはベイト・ジャラ、ベツレヘム、ベイト・サフールなどパレスチナの他の地域からパレスチナ人キリスト教徒が修道院まで行進を行うことになっている。

### イスラーム
伝統的に、ムスリムは教会の入り口を守り、巡礼者を歓迎する。キリスト教徒同様、ムスリムは祝祭の際に羊をいけにえとして捧げており、捧げ物は修道院の庭にある羊の囲いに置かれることになっている。イスラームにおいては2種類のいけにえが捧げられることになっている。ひとつめはザビーハ (dhabihah) と呼ばれるもので、いけにえとして殺す子羊のうち3分の1は持ち主が食べるため取り置かれ、残りの3分の2はアラーと慈善のために捧げる必要がある。ふたつめは生きている動物を捧げるもので、これは聖ゲオルギウスへの贈りものとして捧げられる。子羊の皮は手すり子にかけて干す。

## ギャラリー

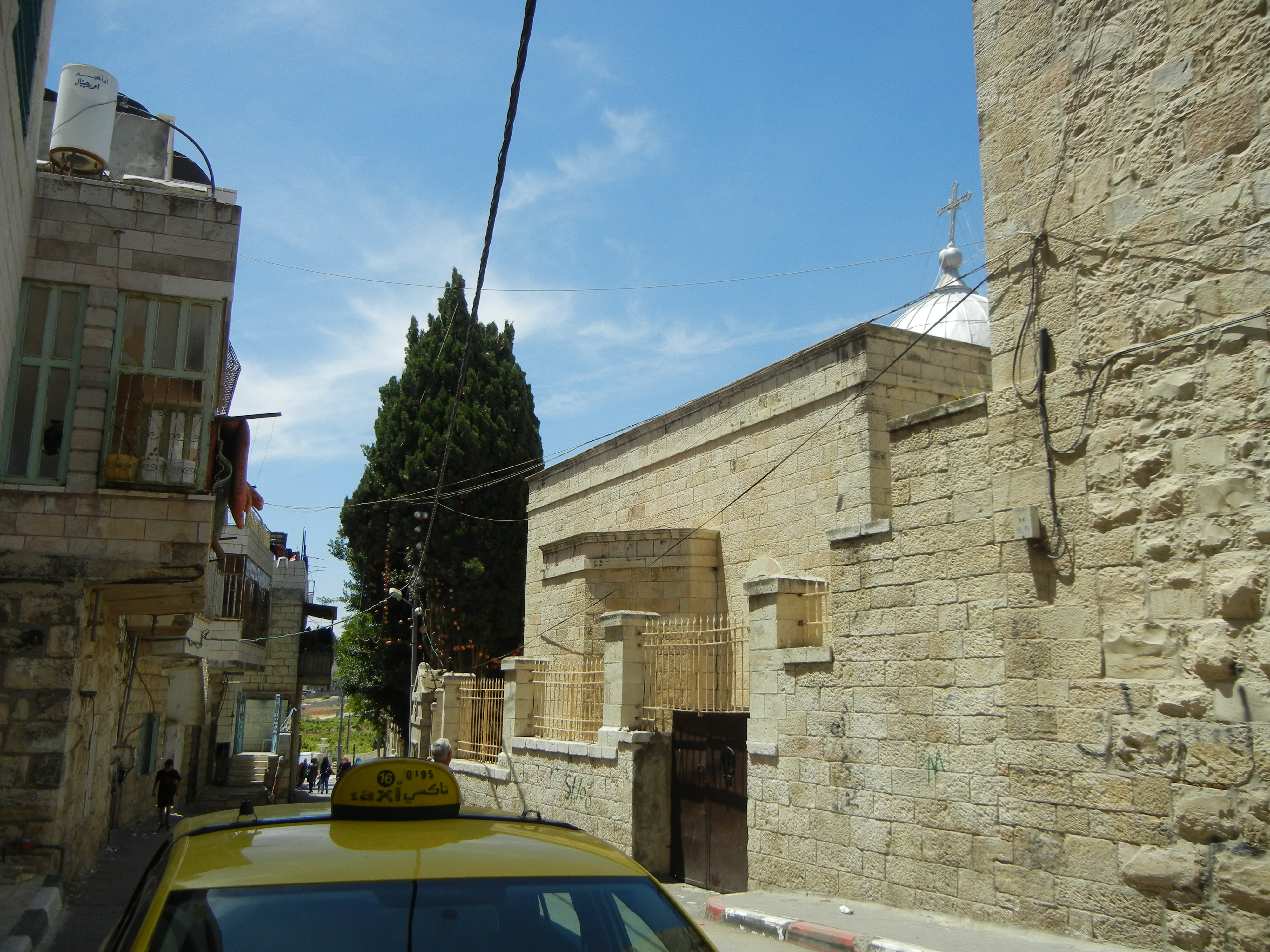
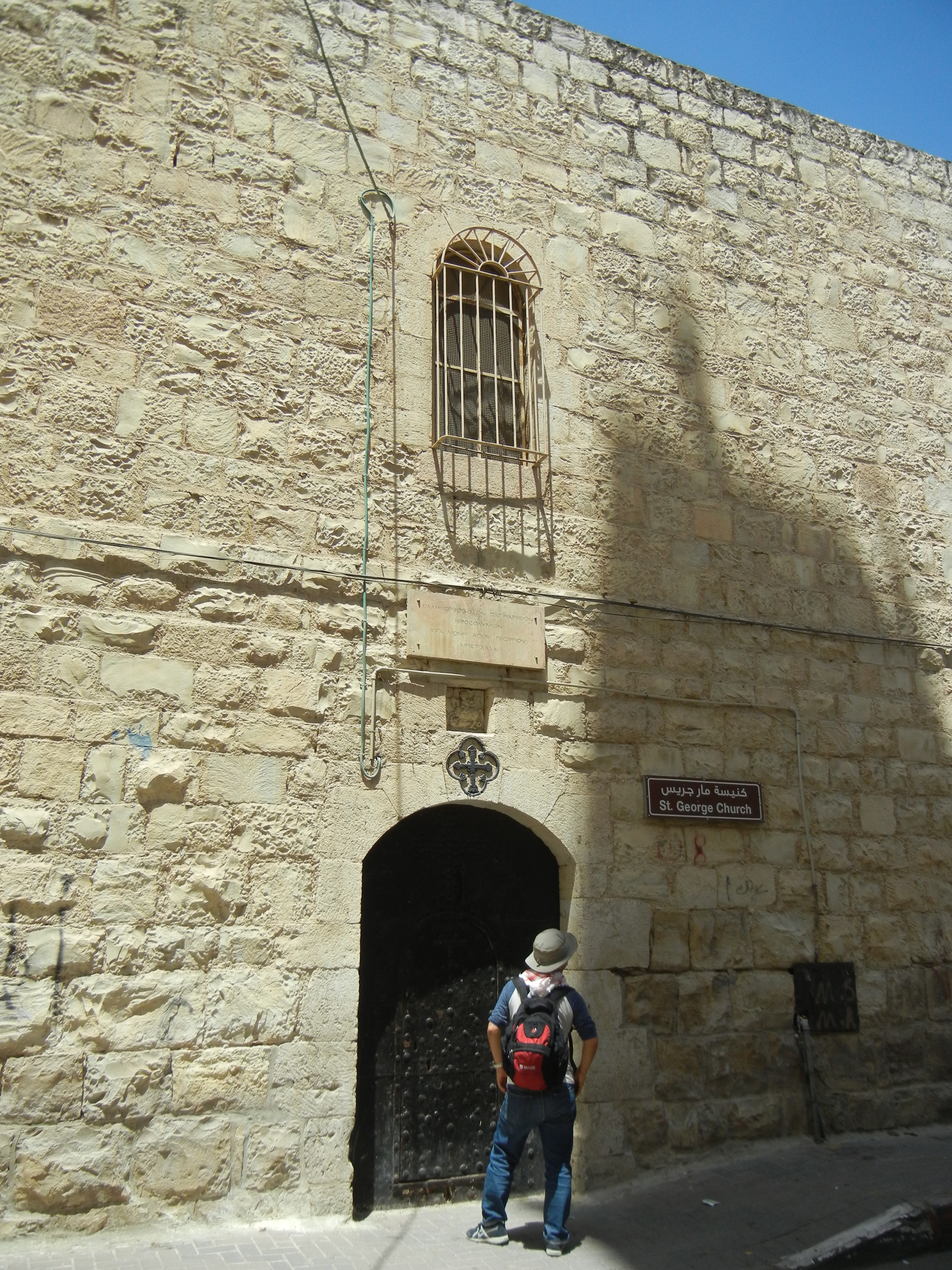
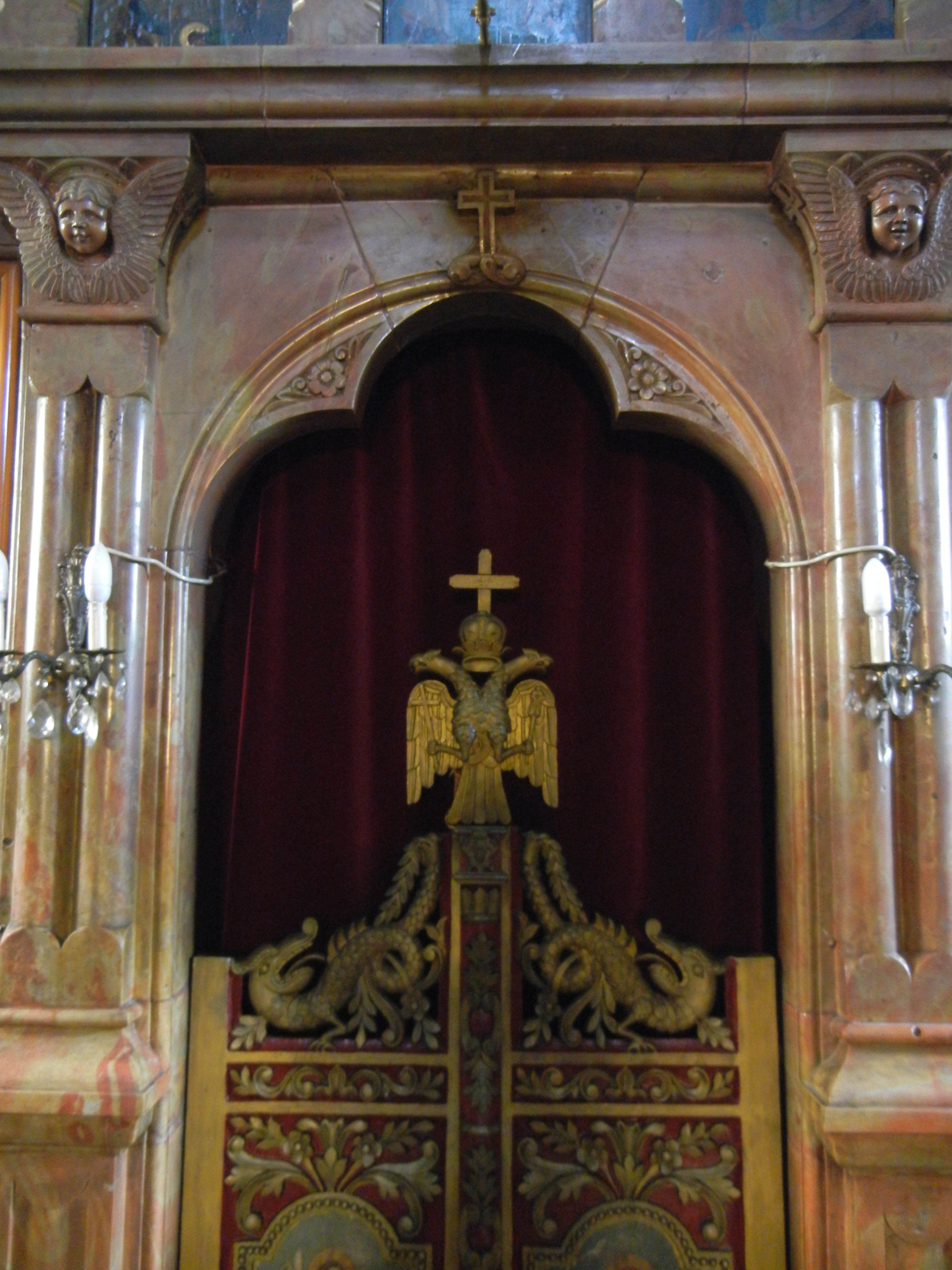
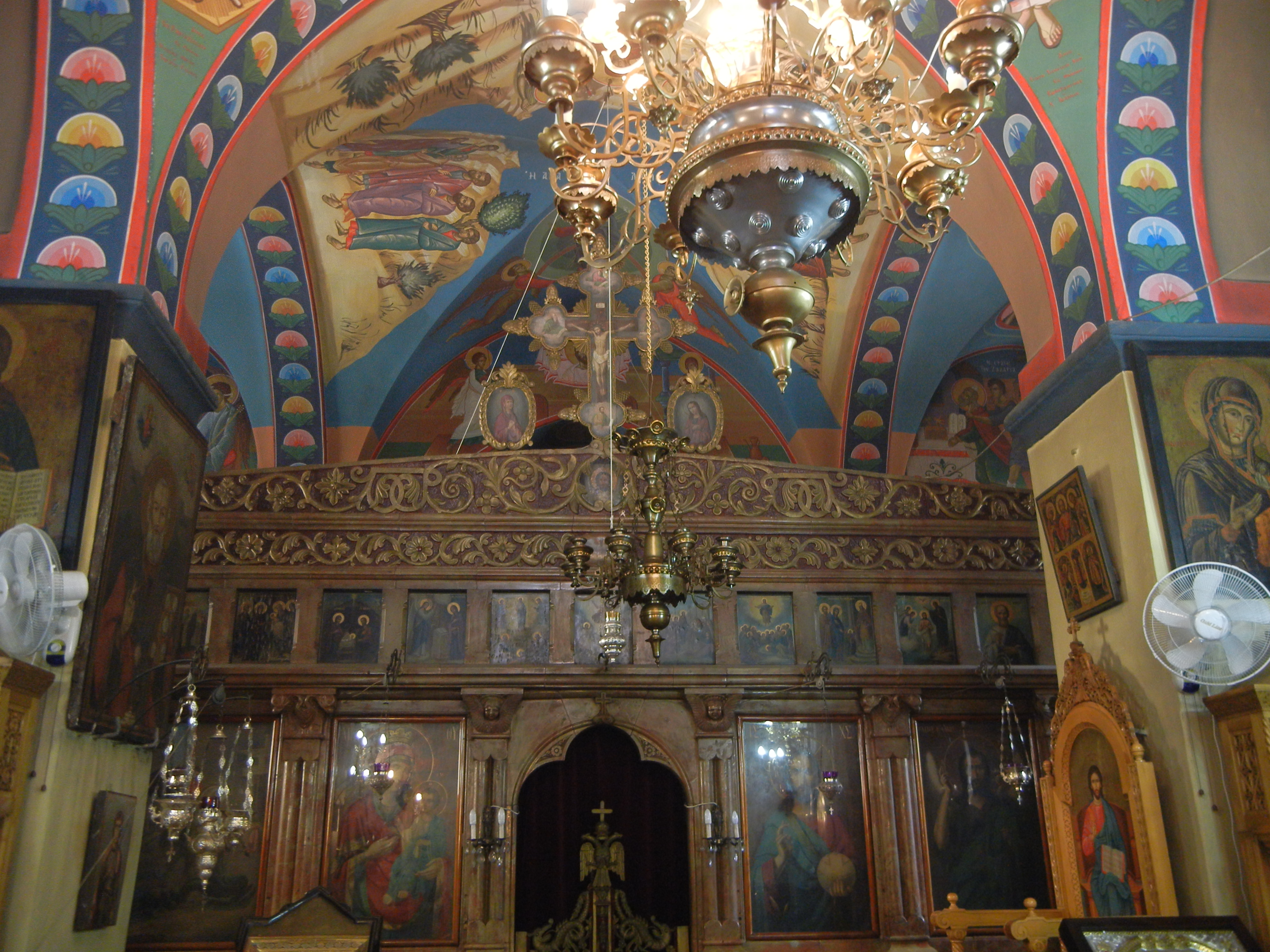
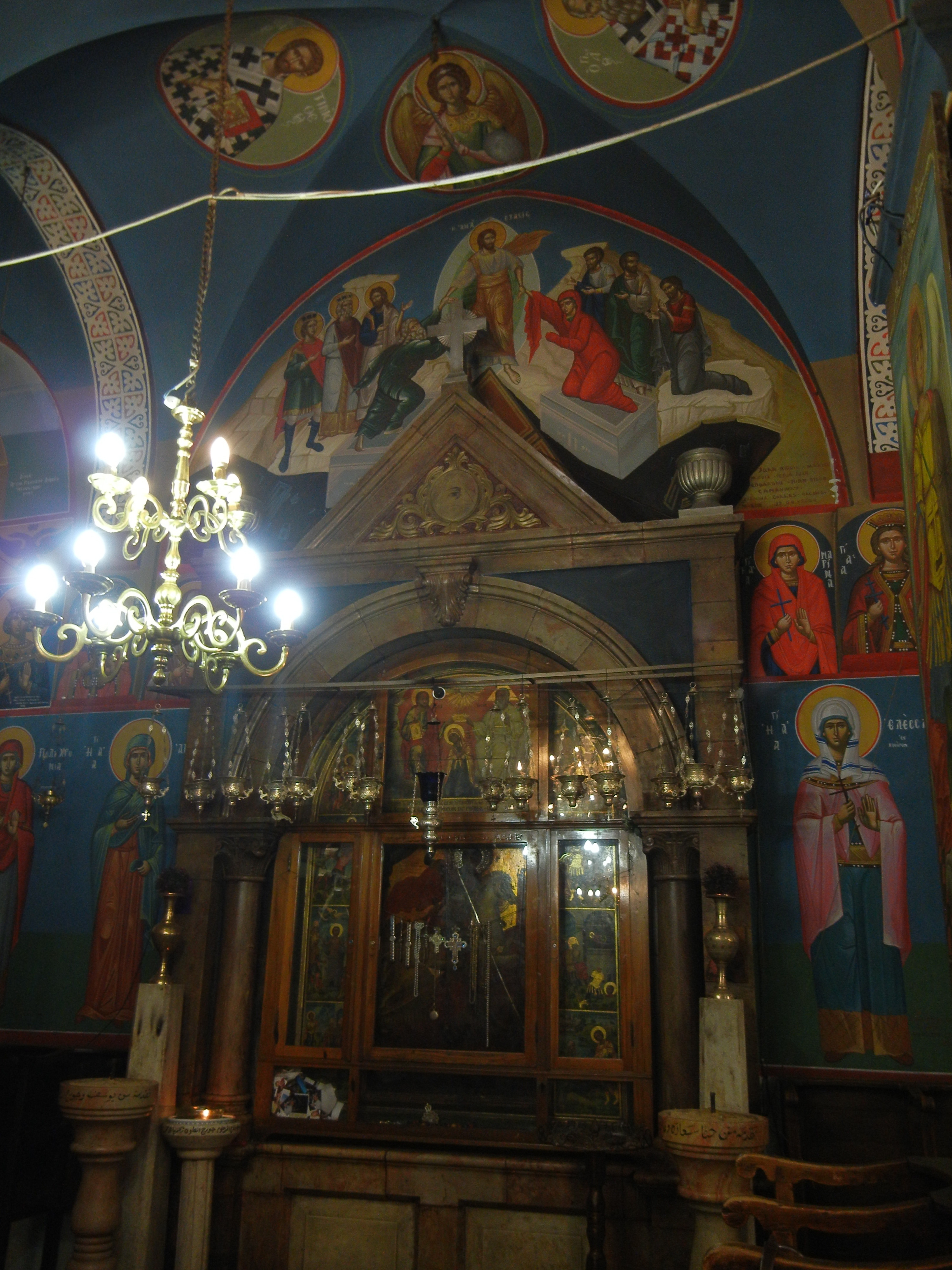
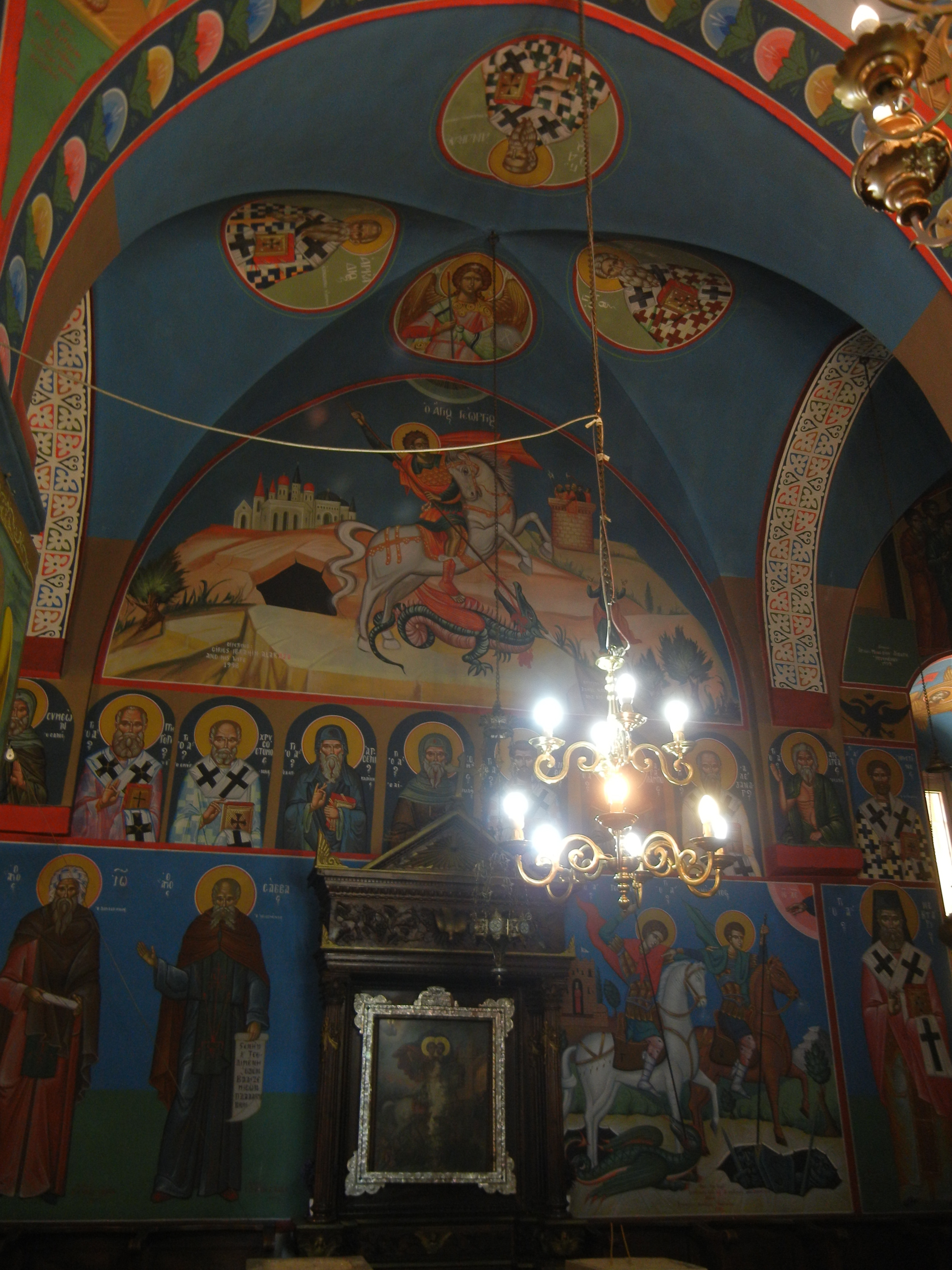
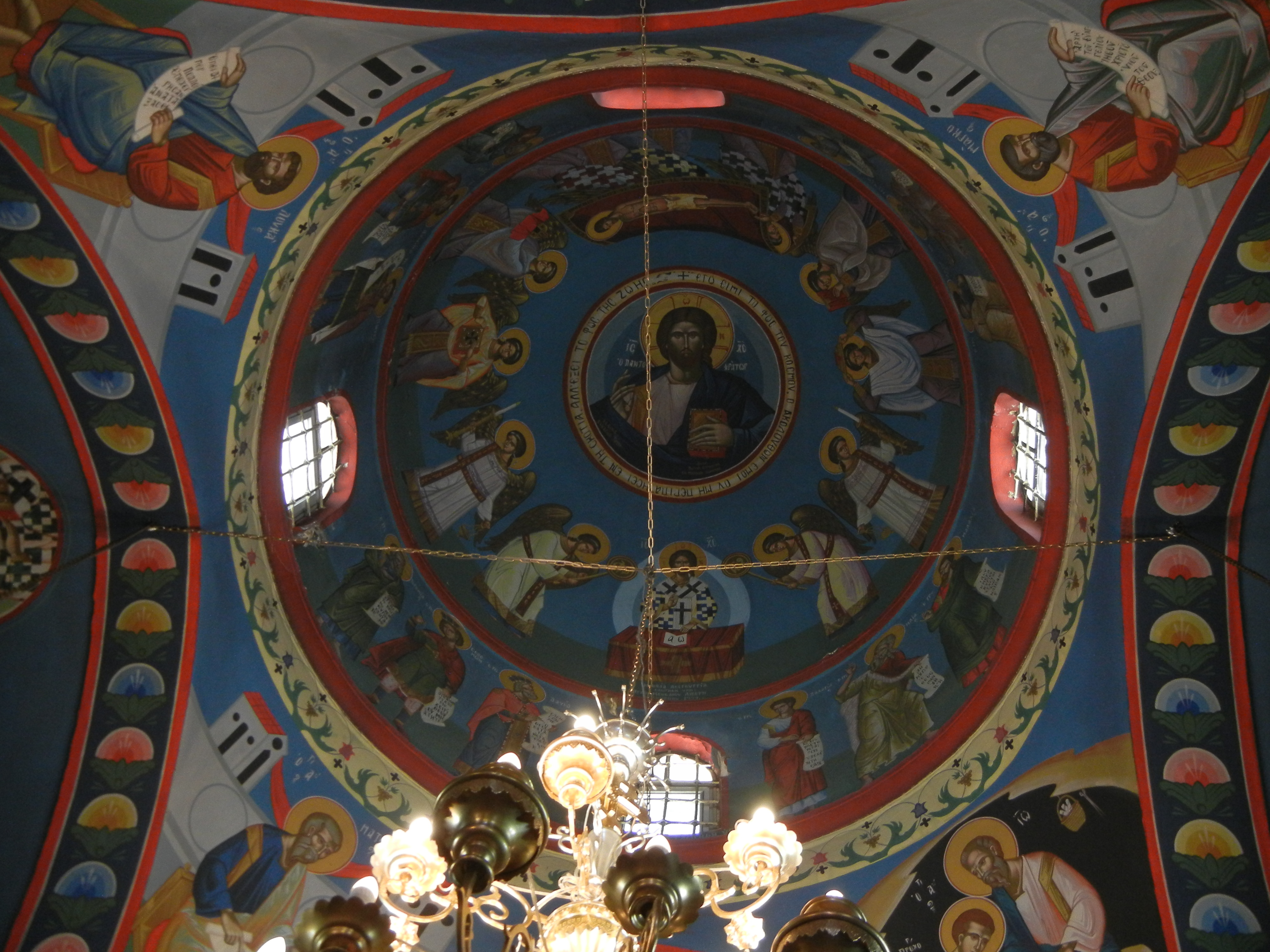
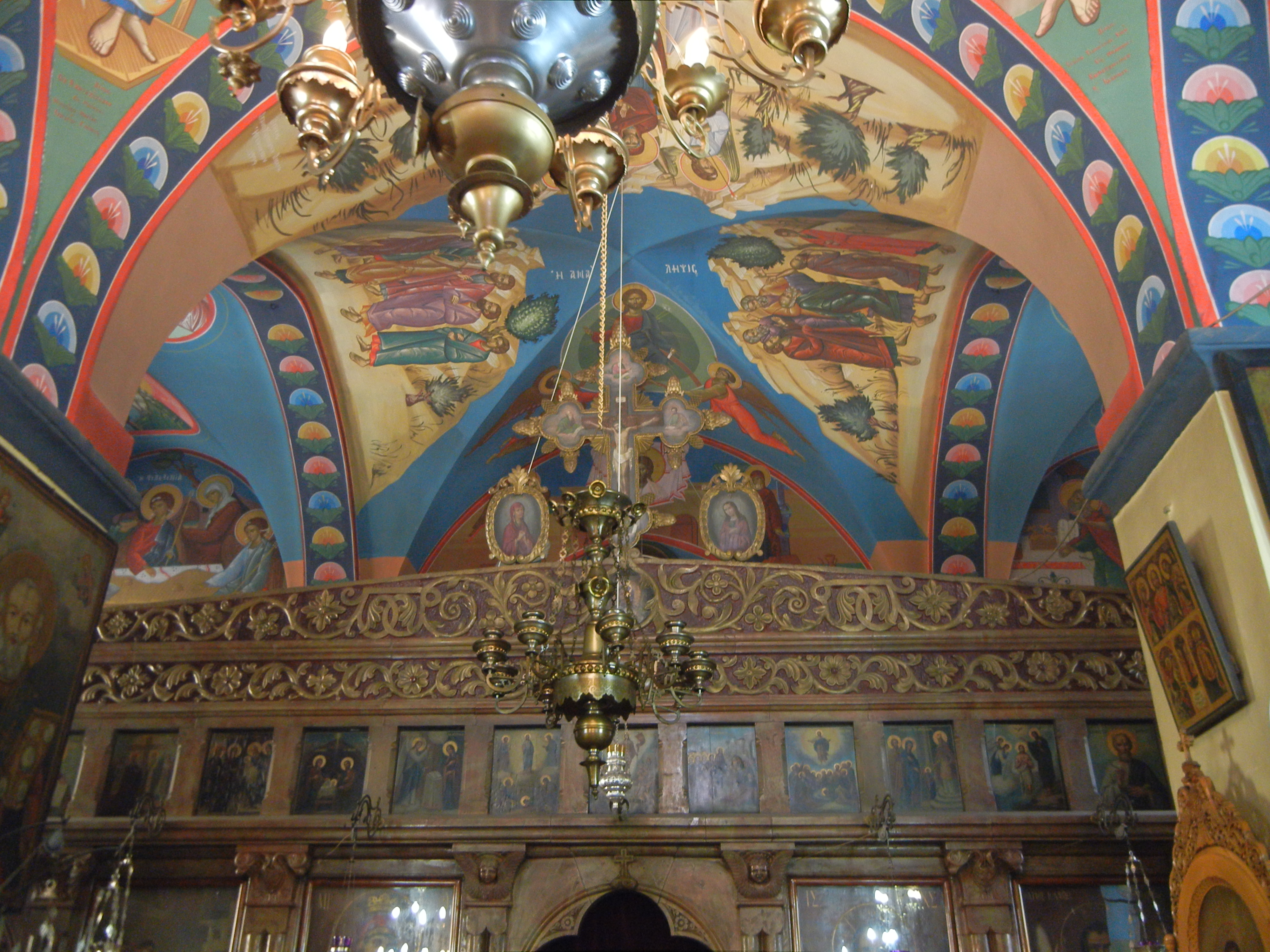
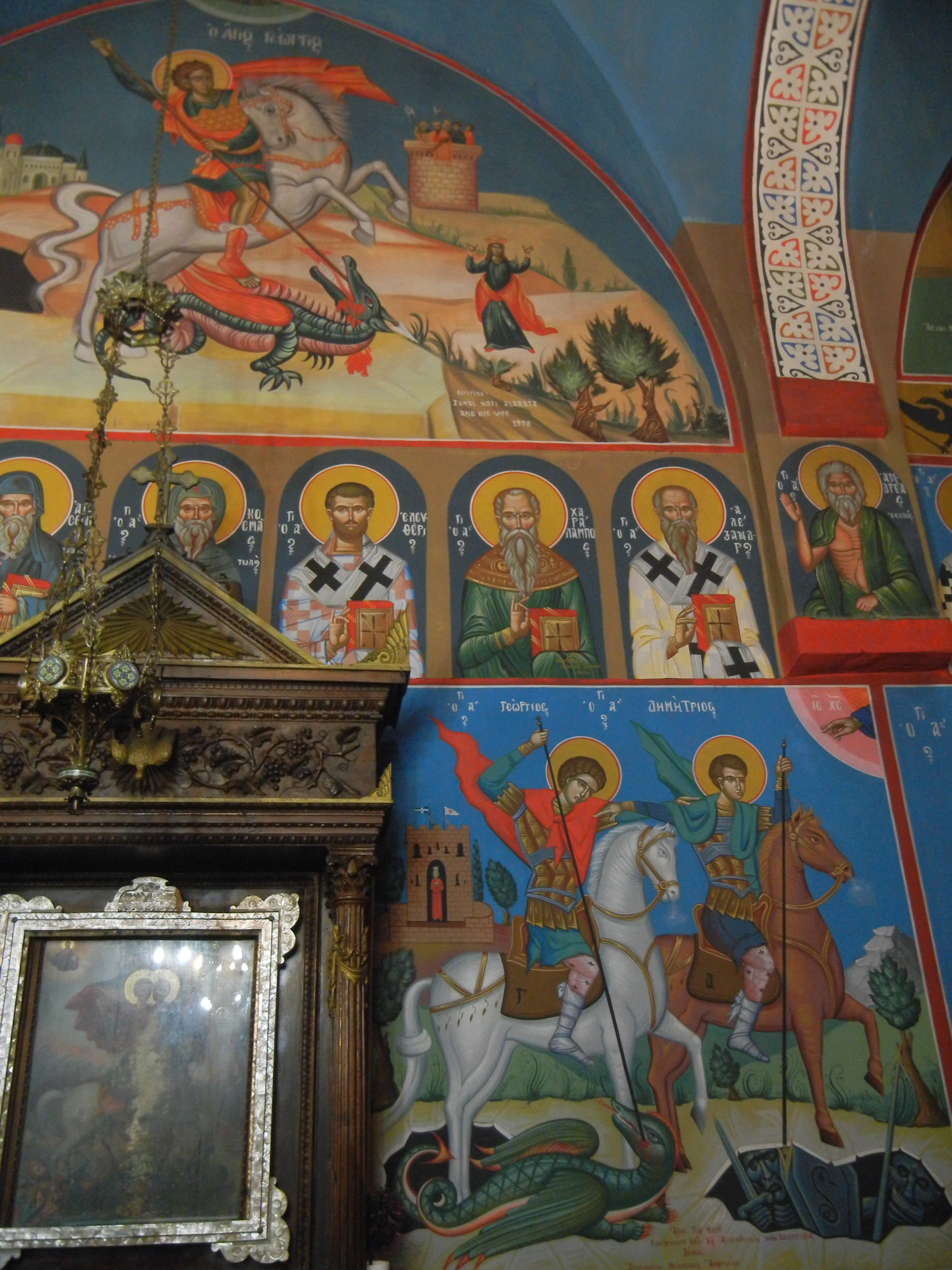
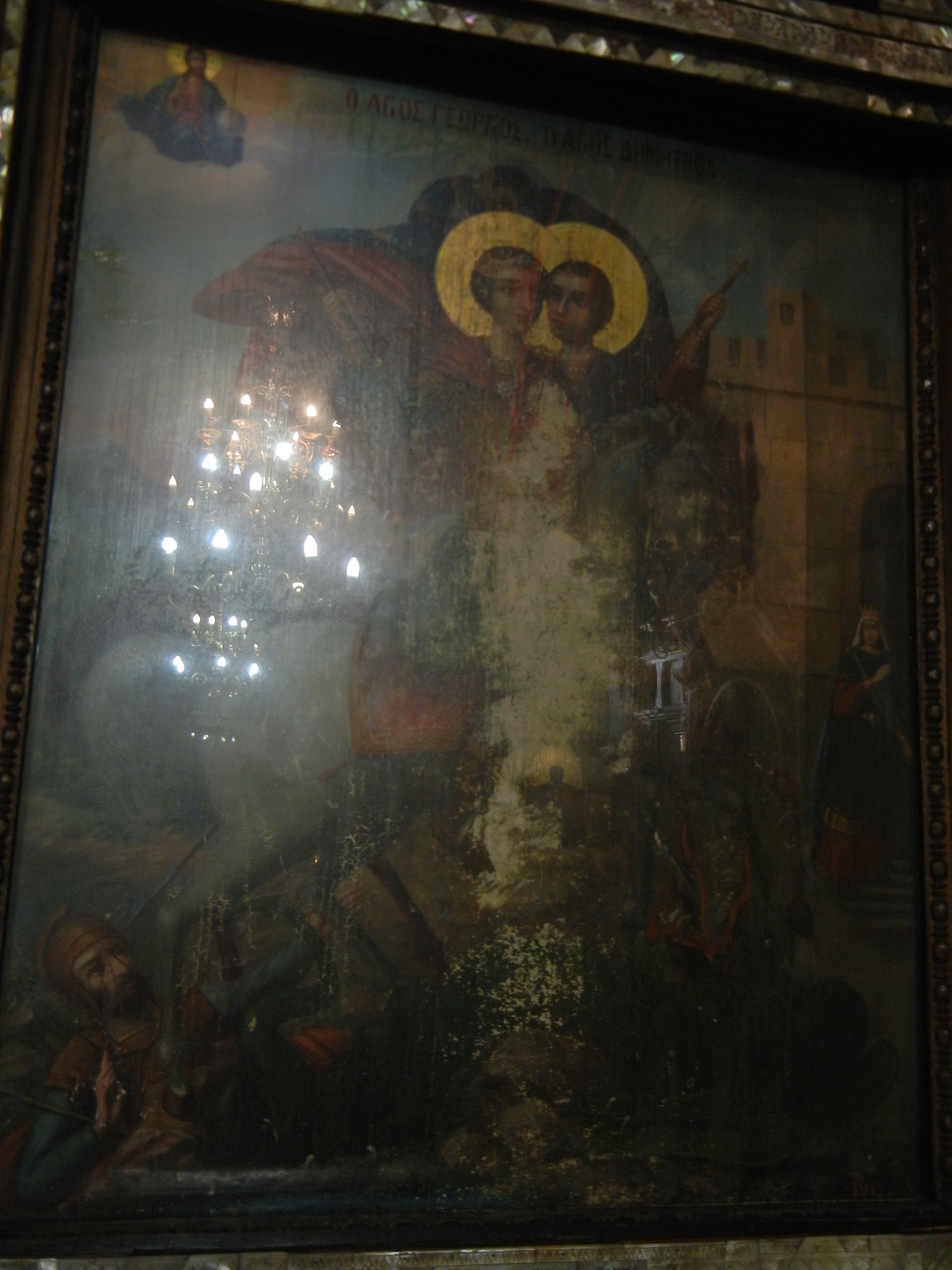
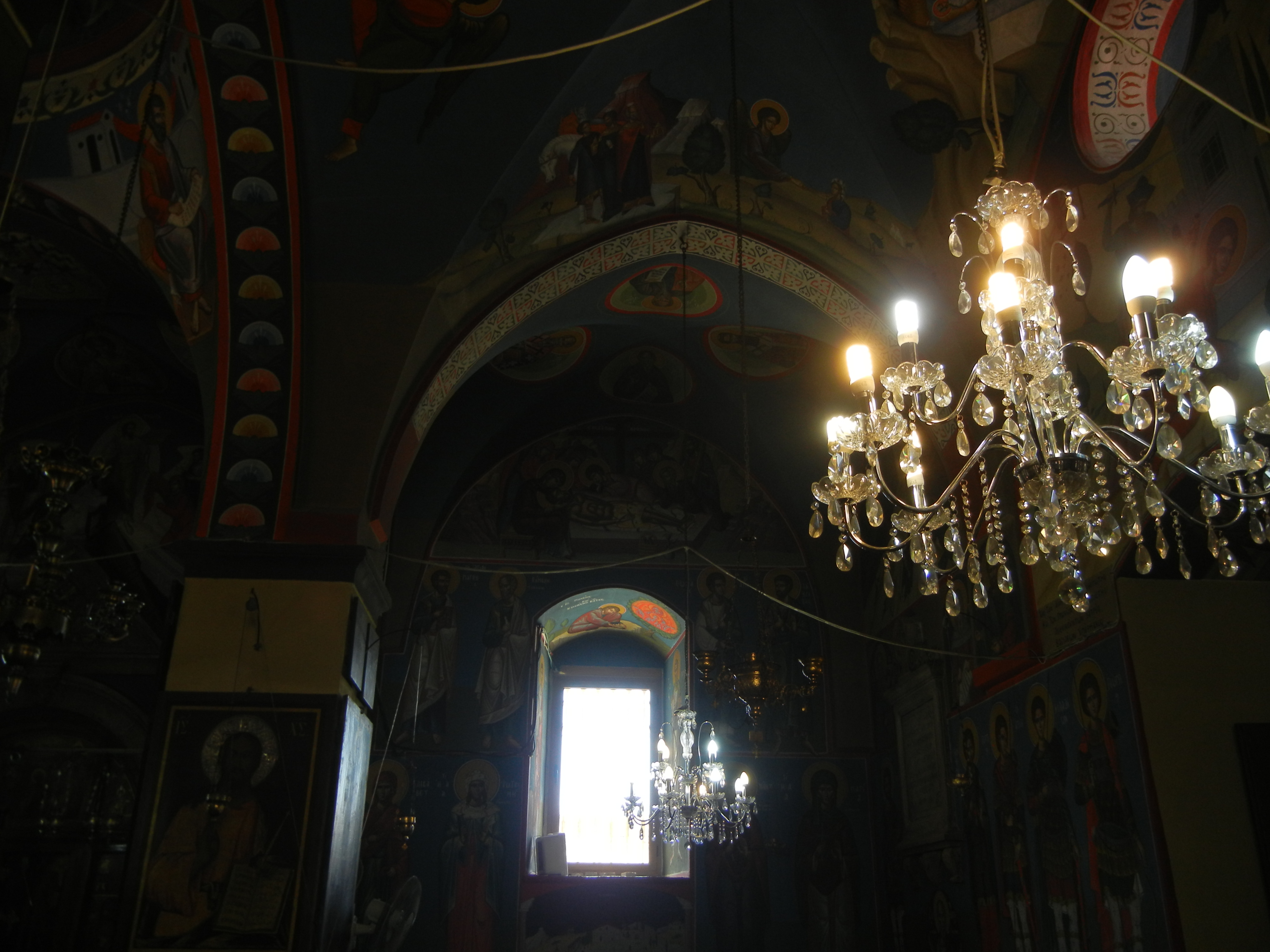
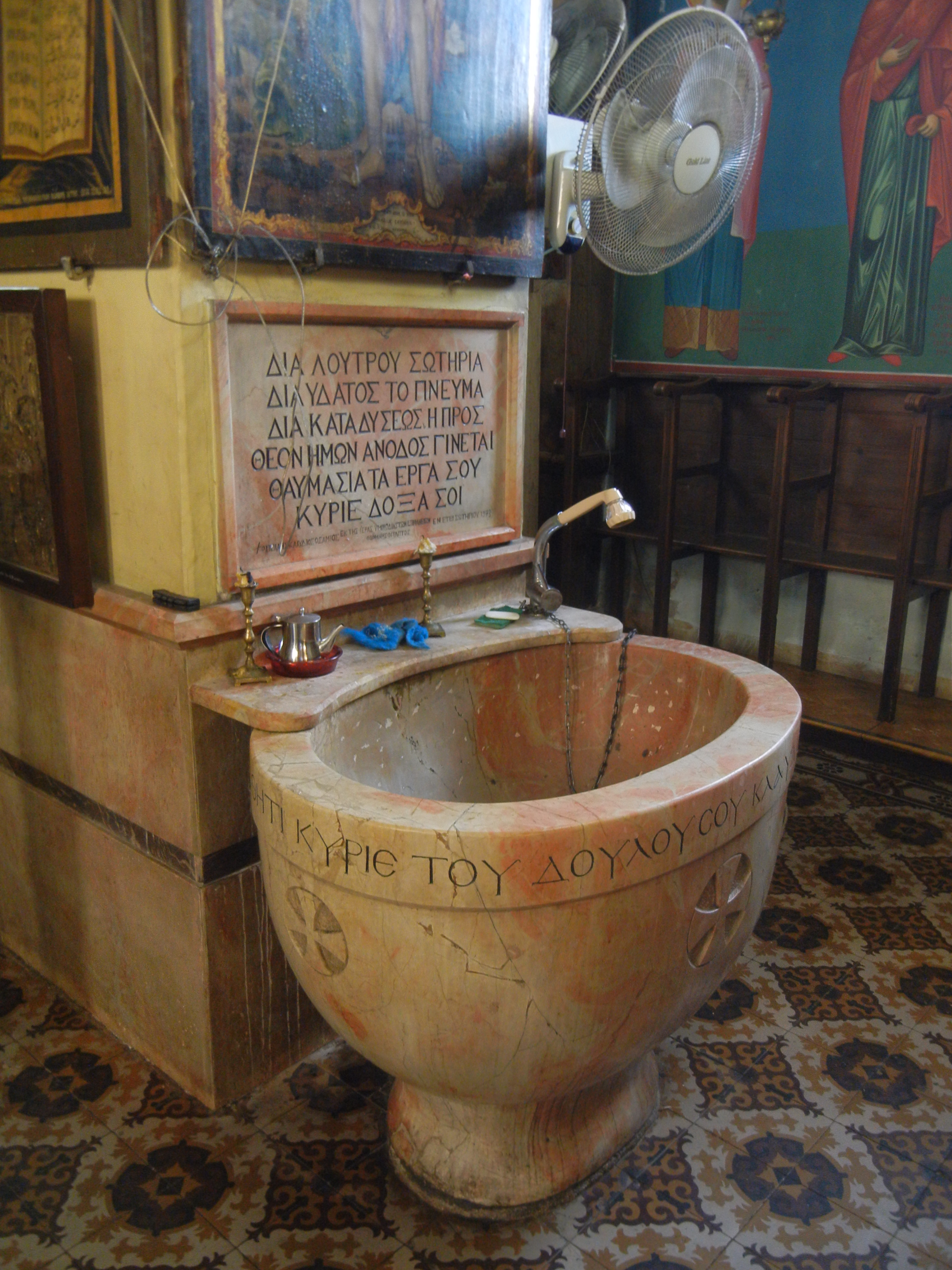
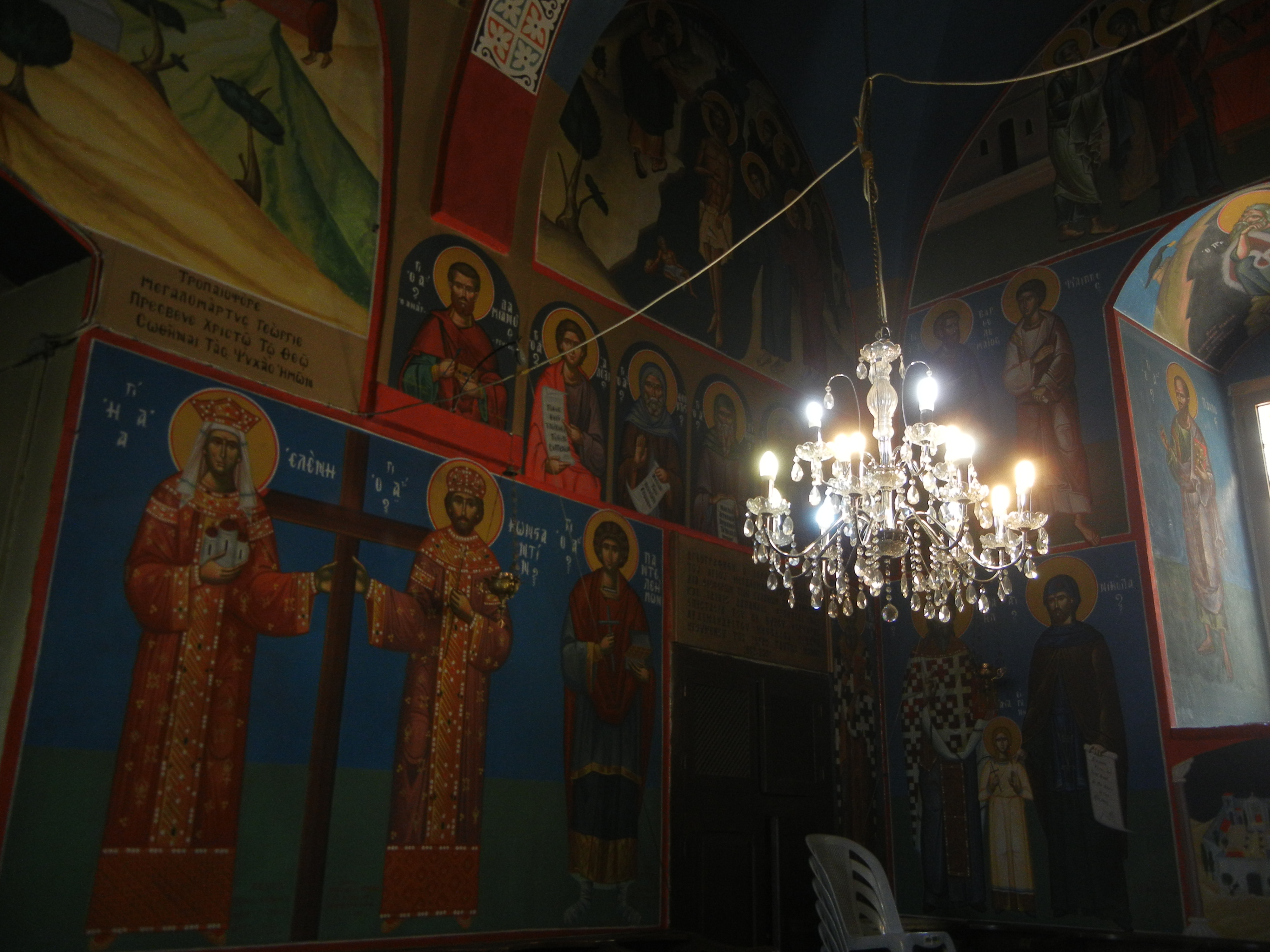
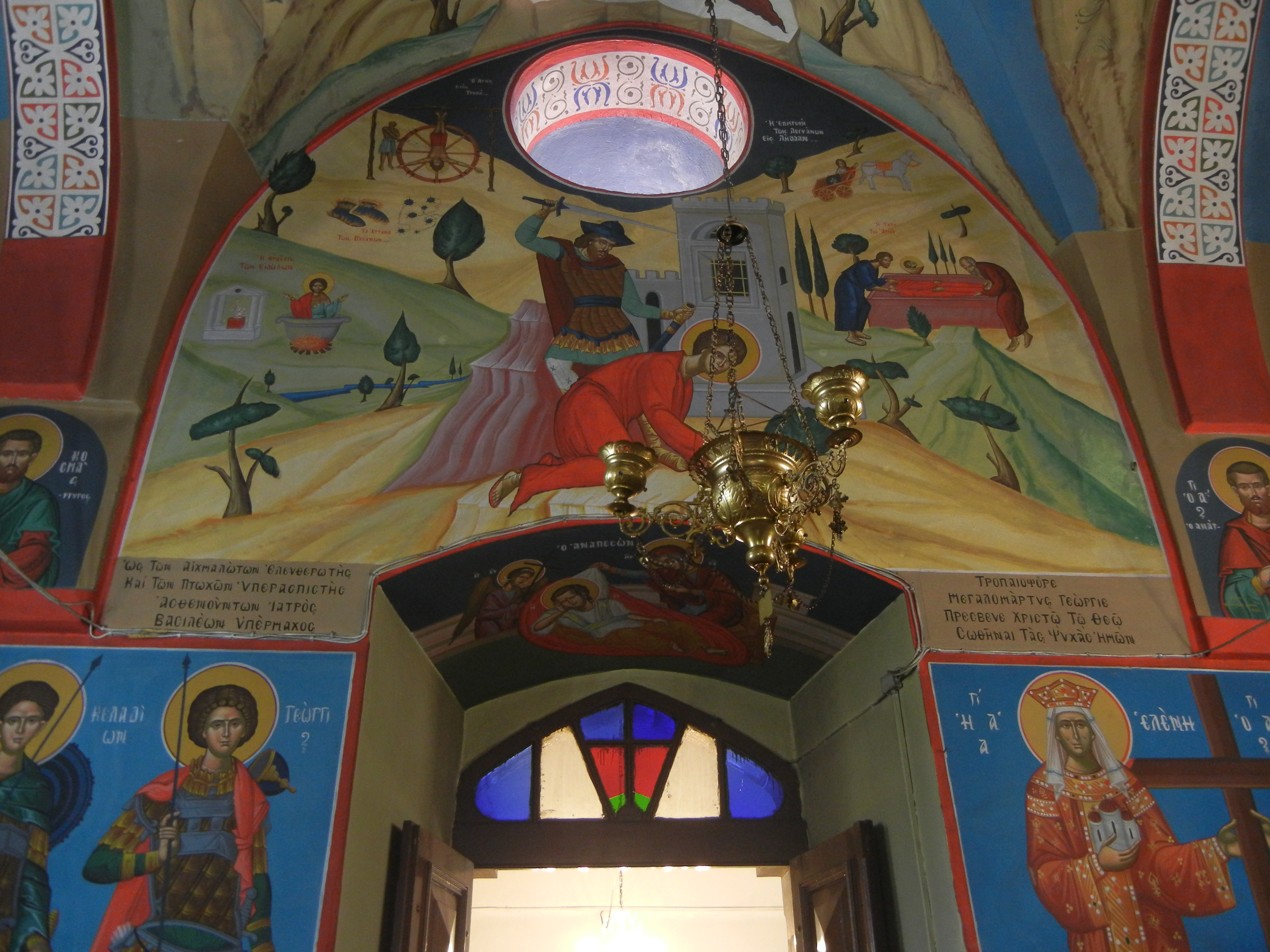
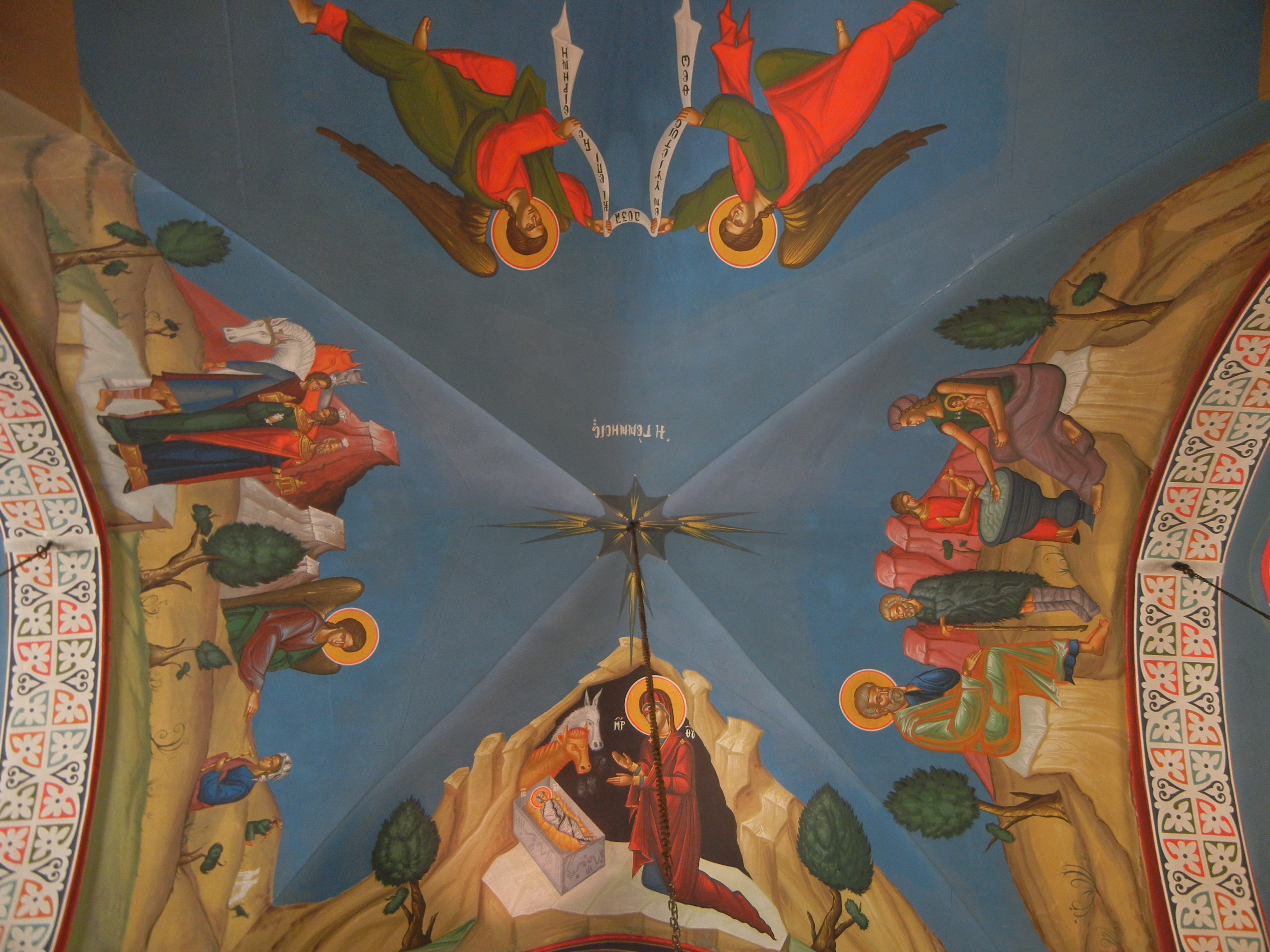
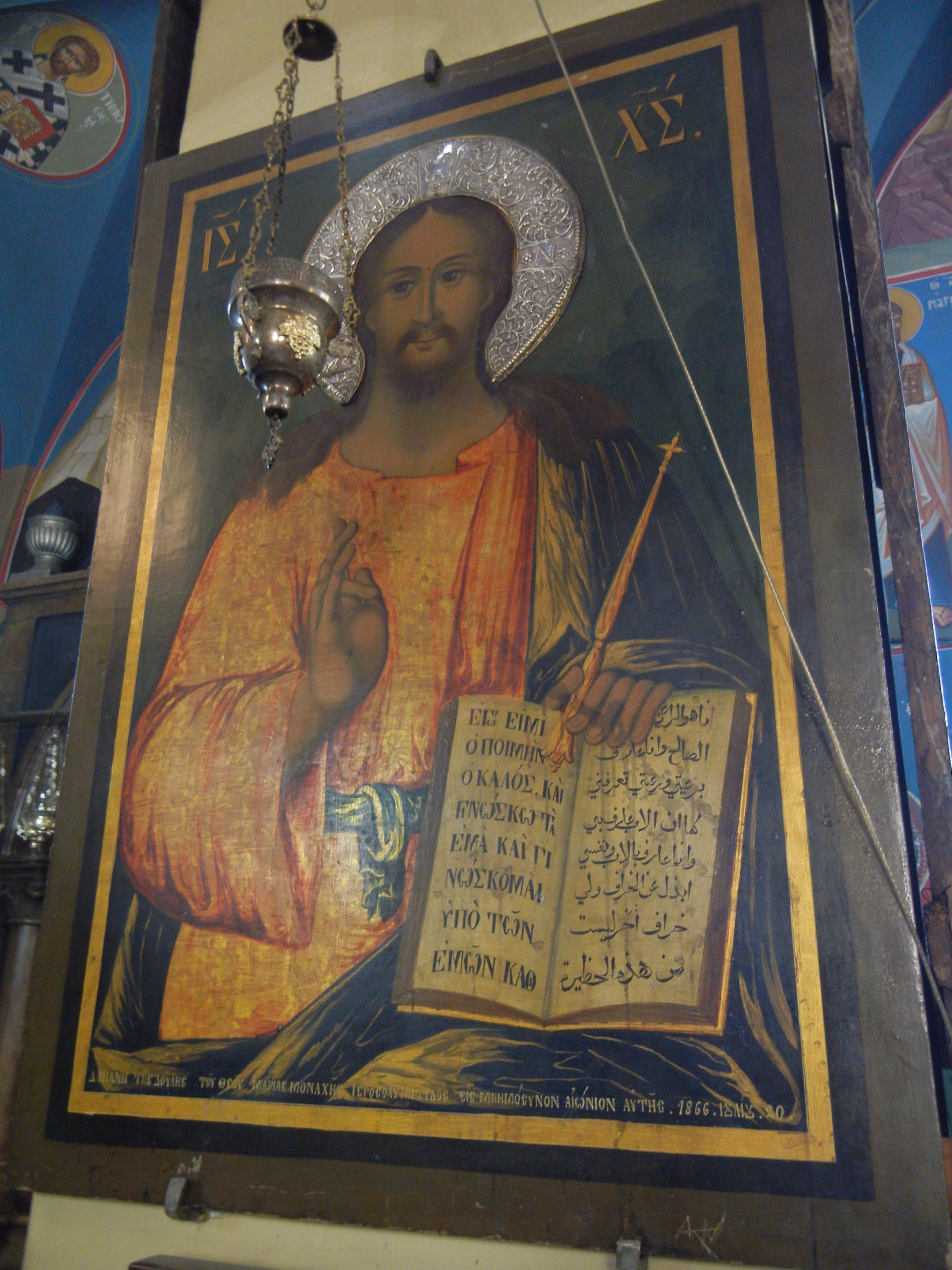
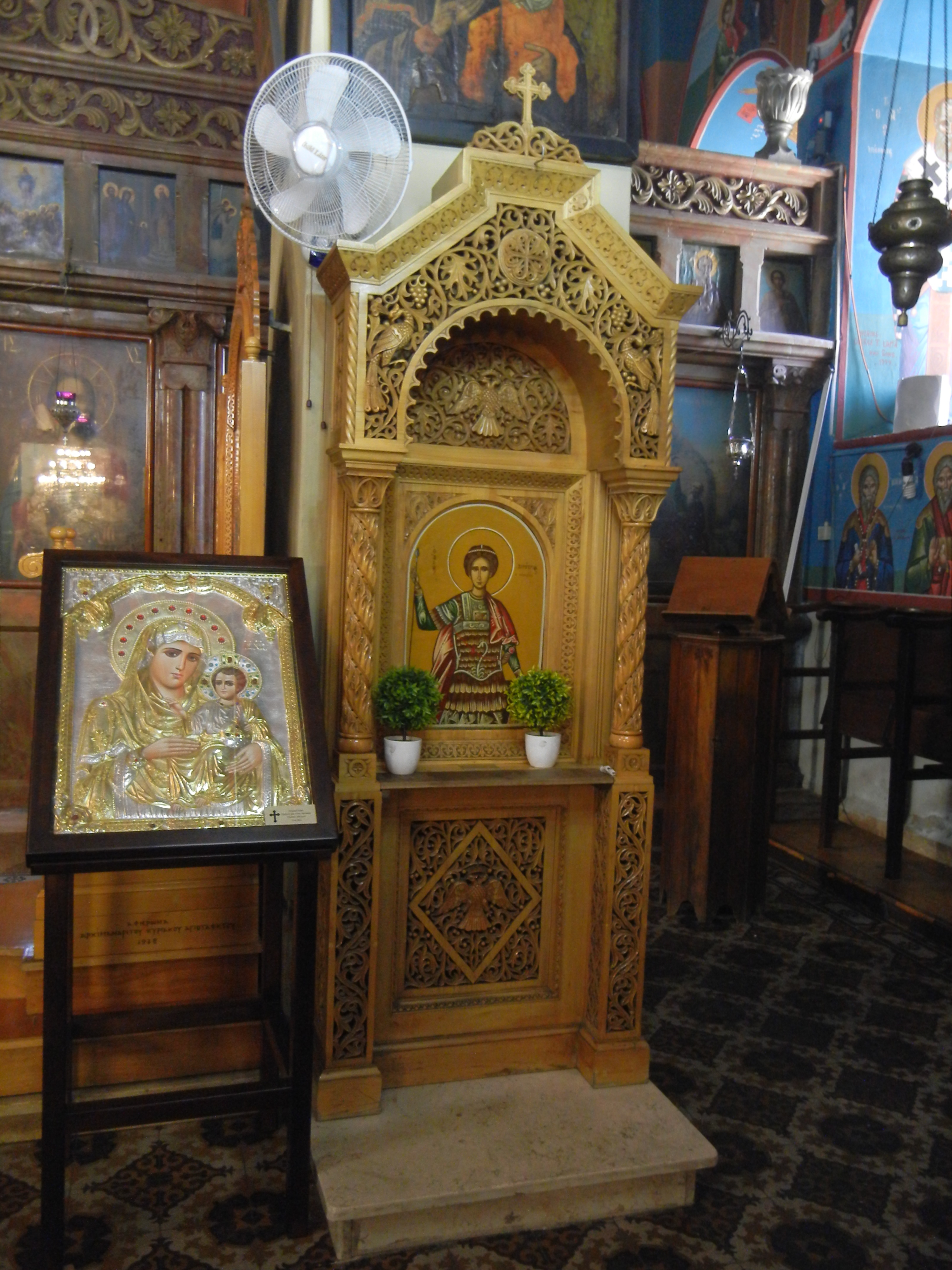
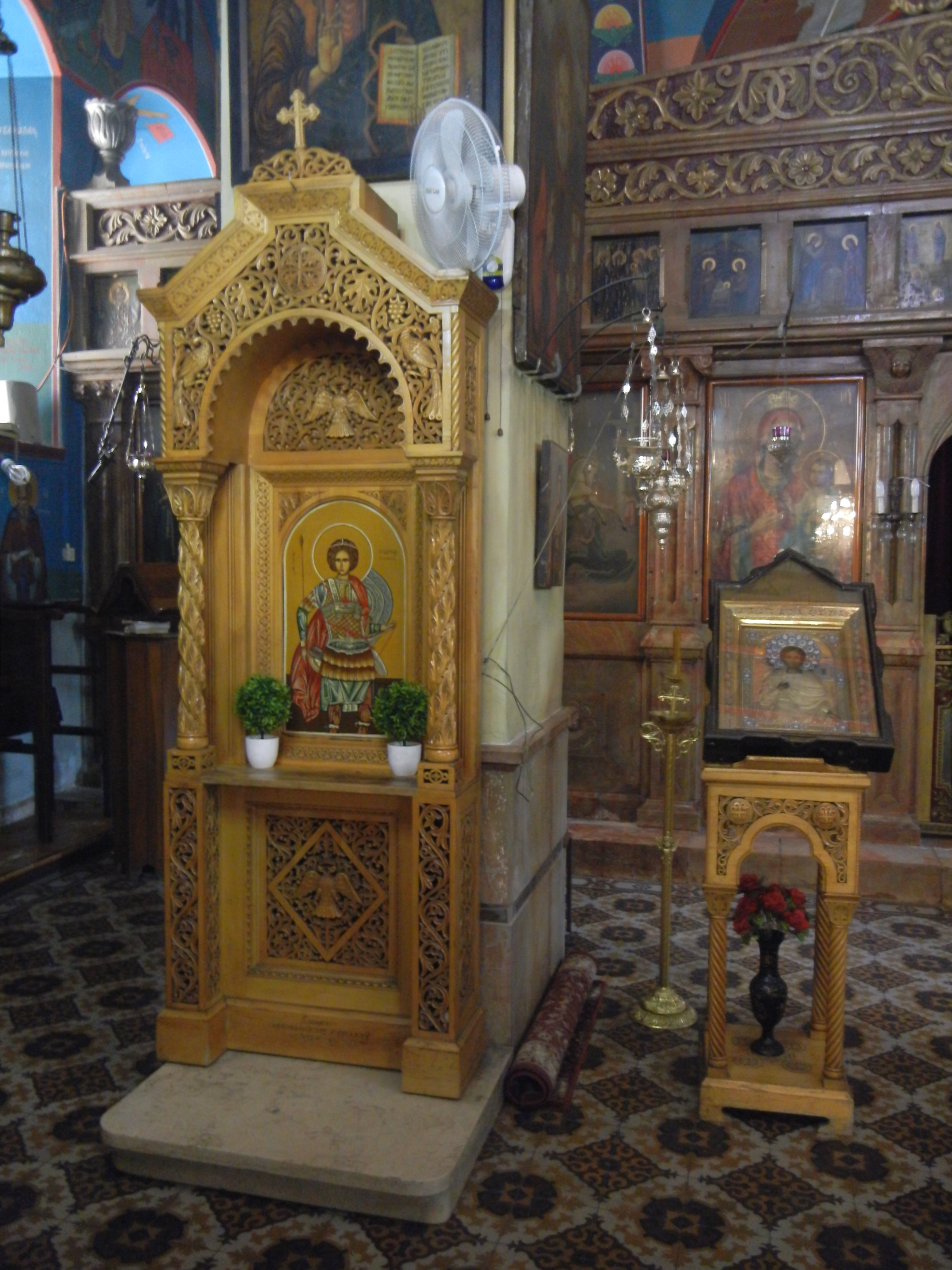
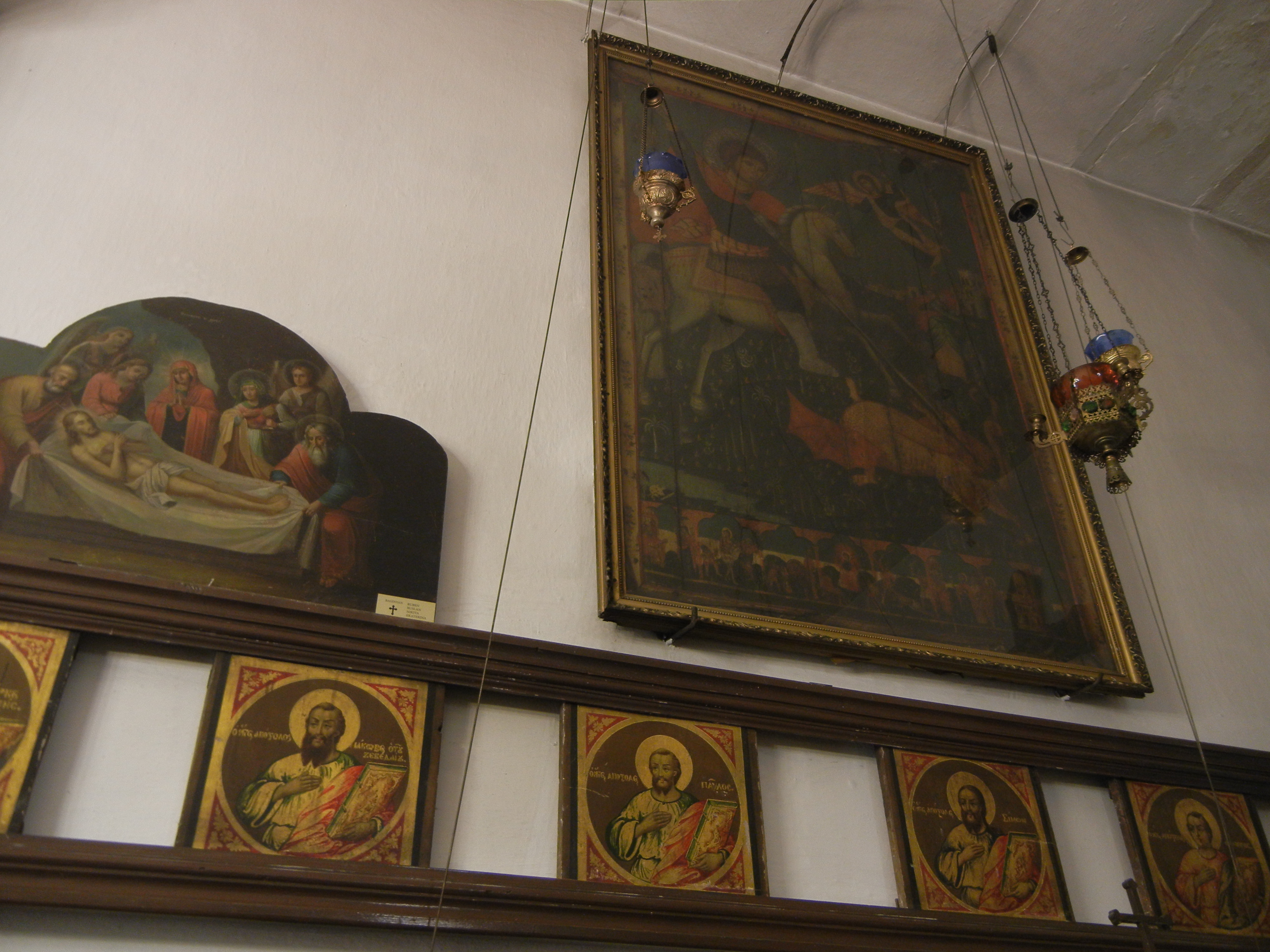
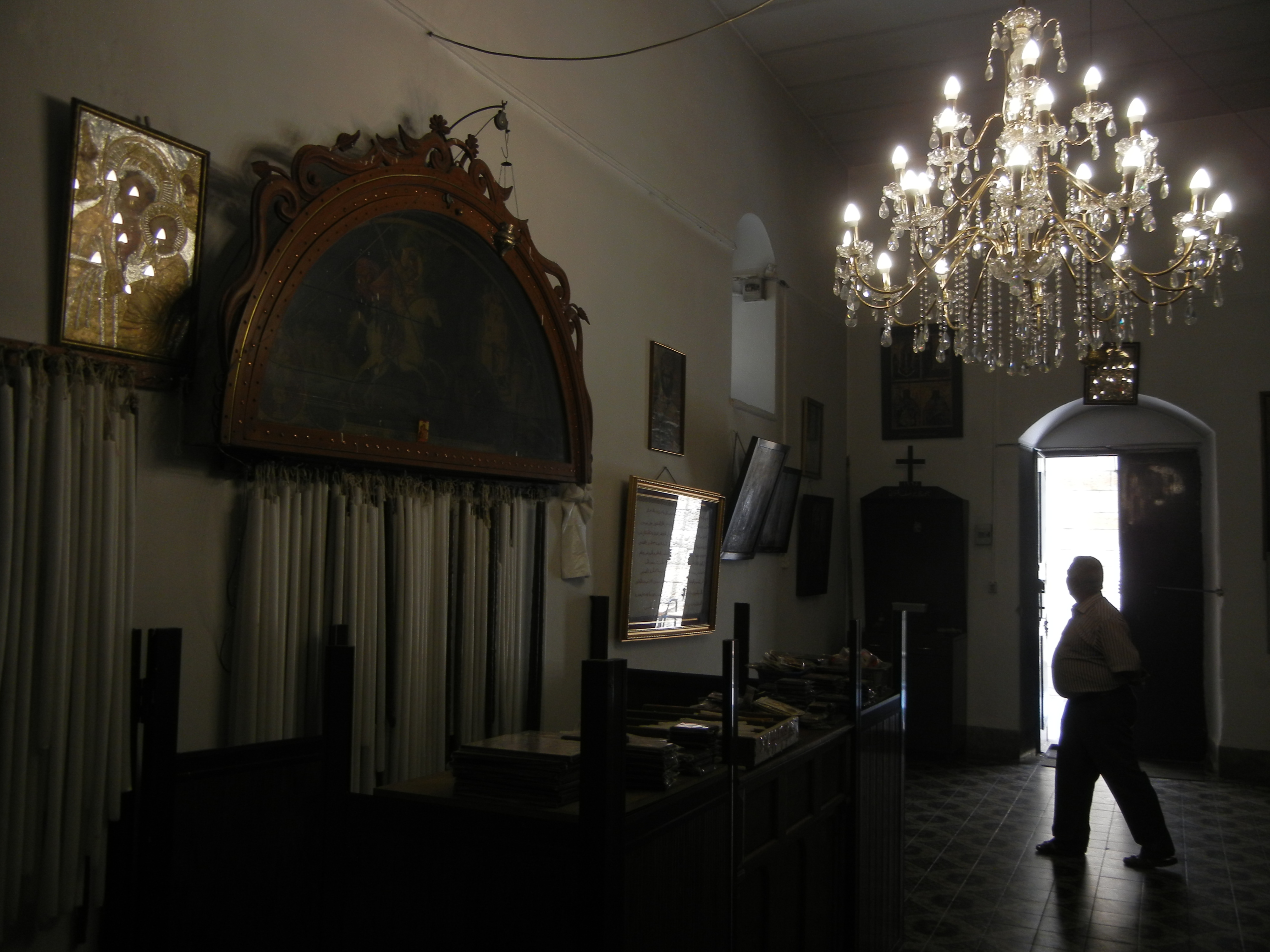
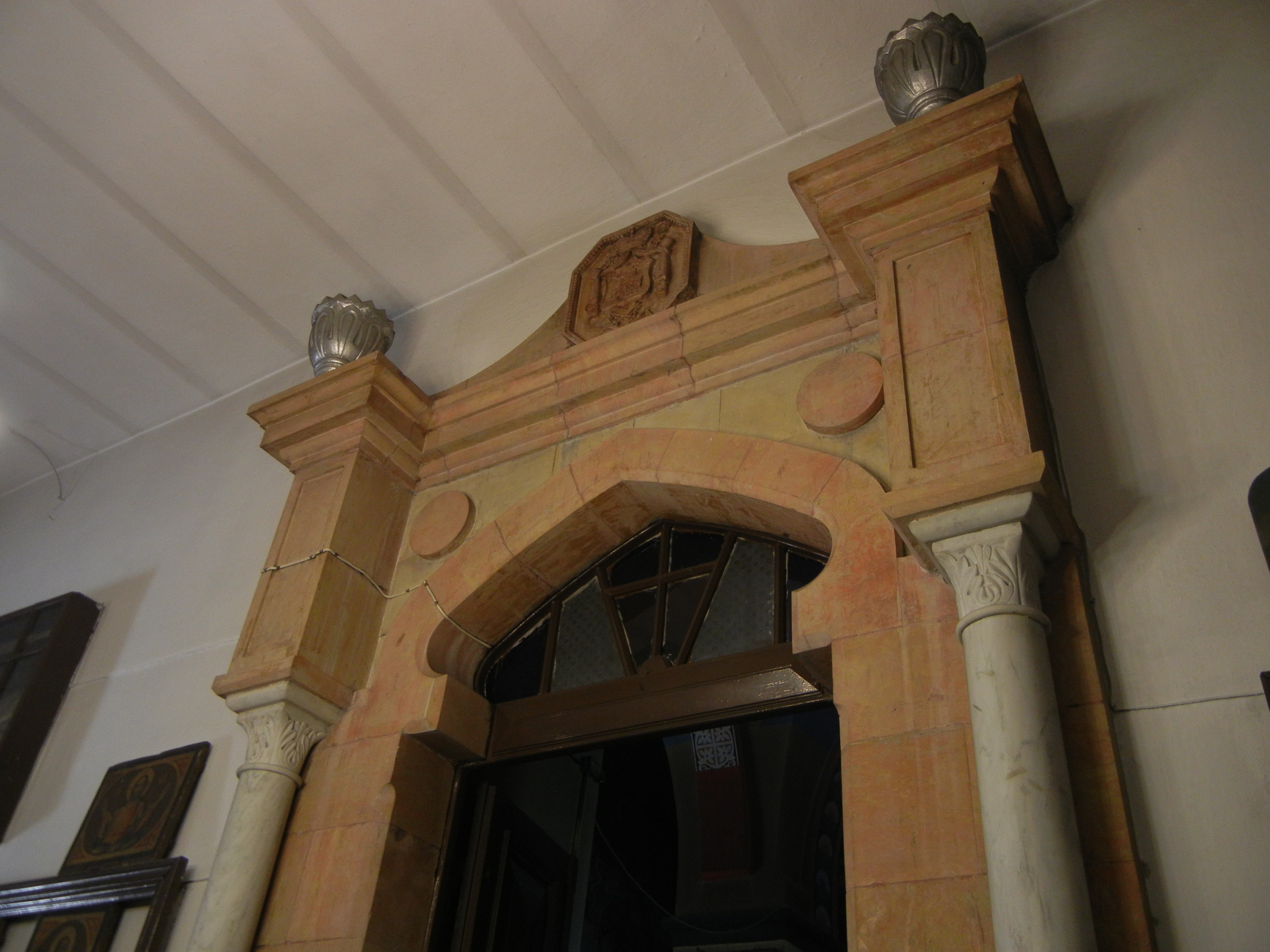
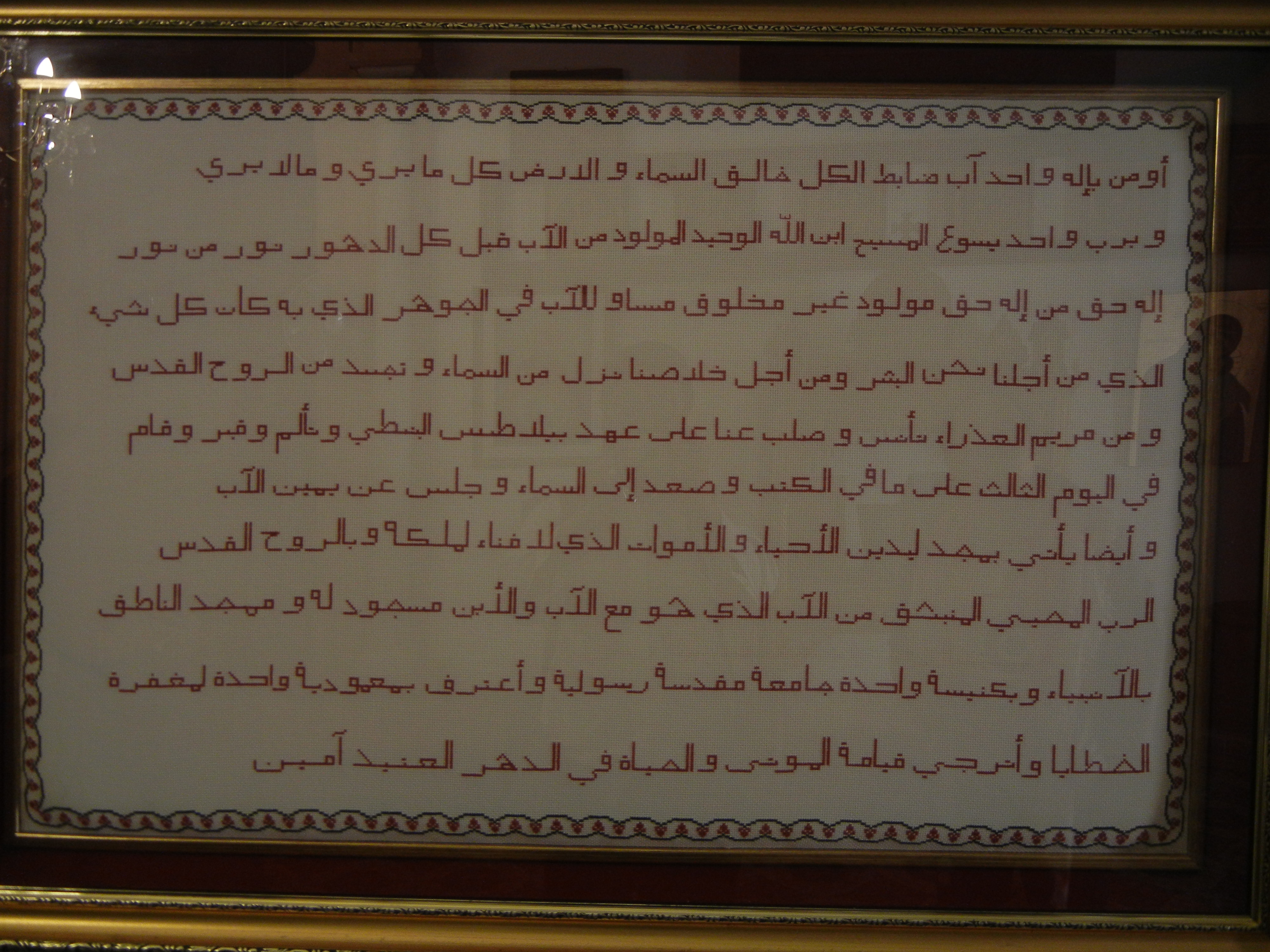
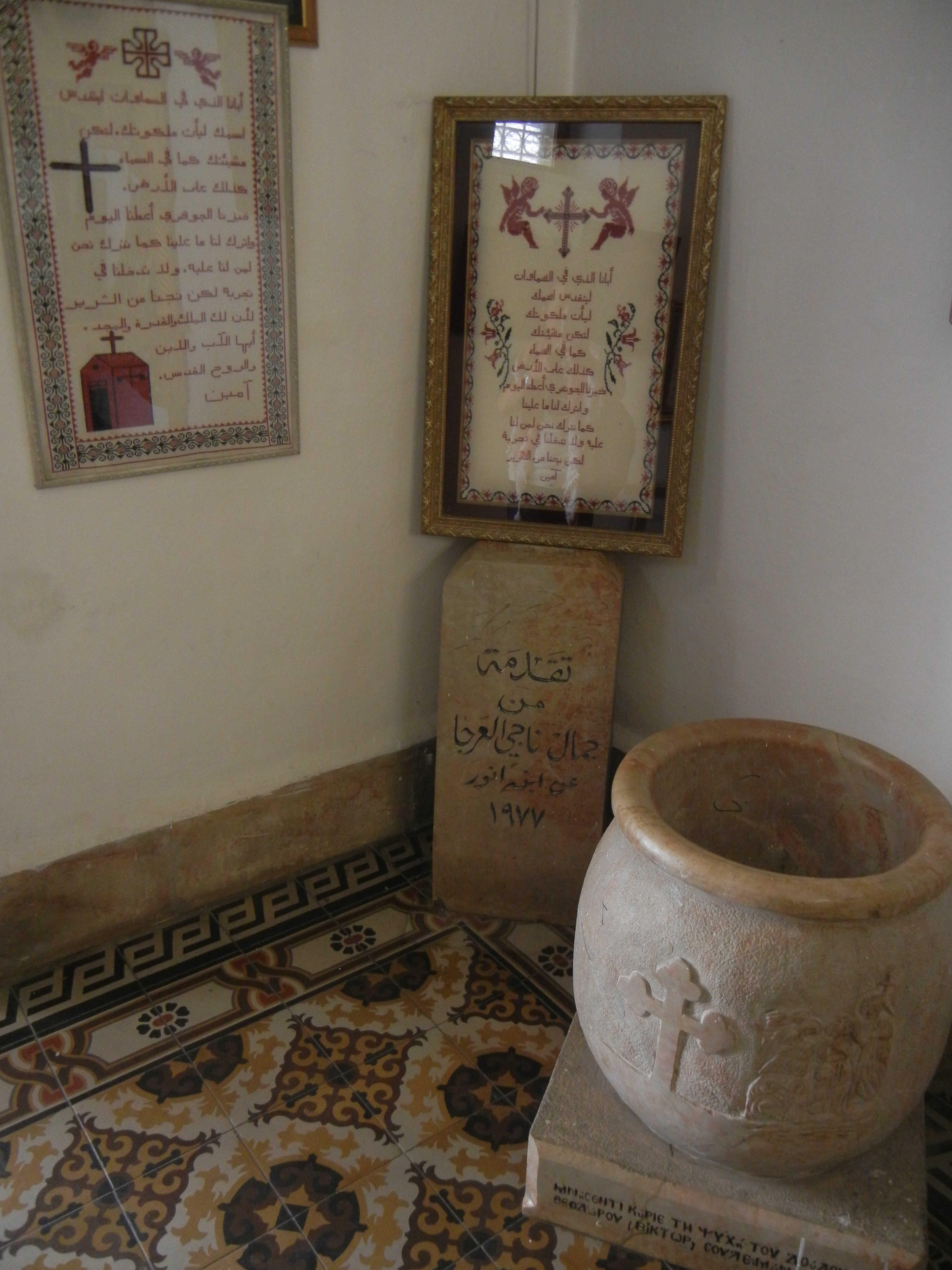
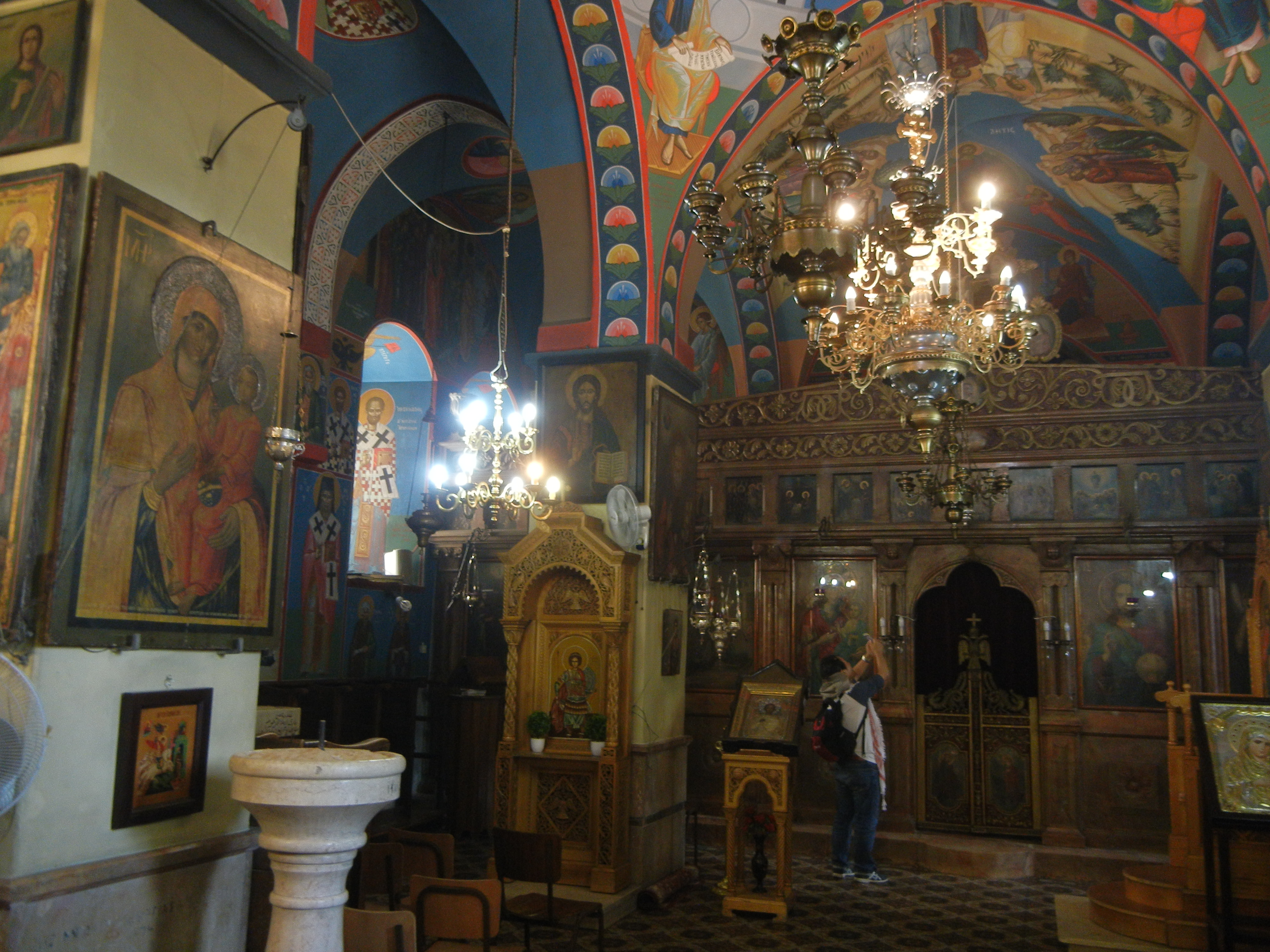
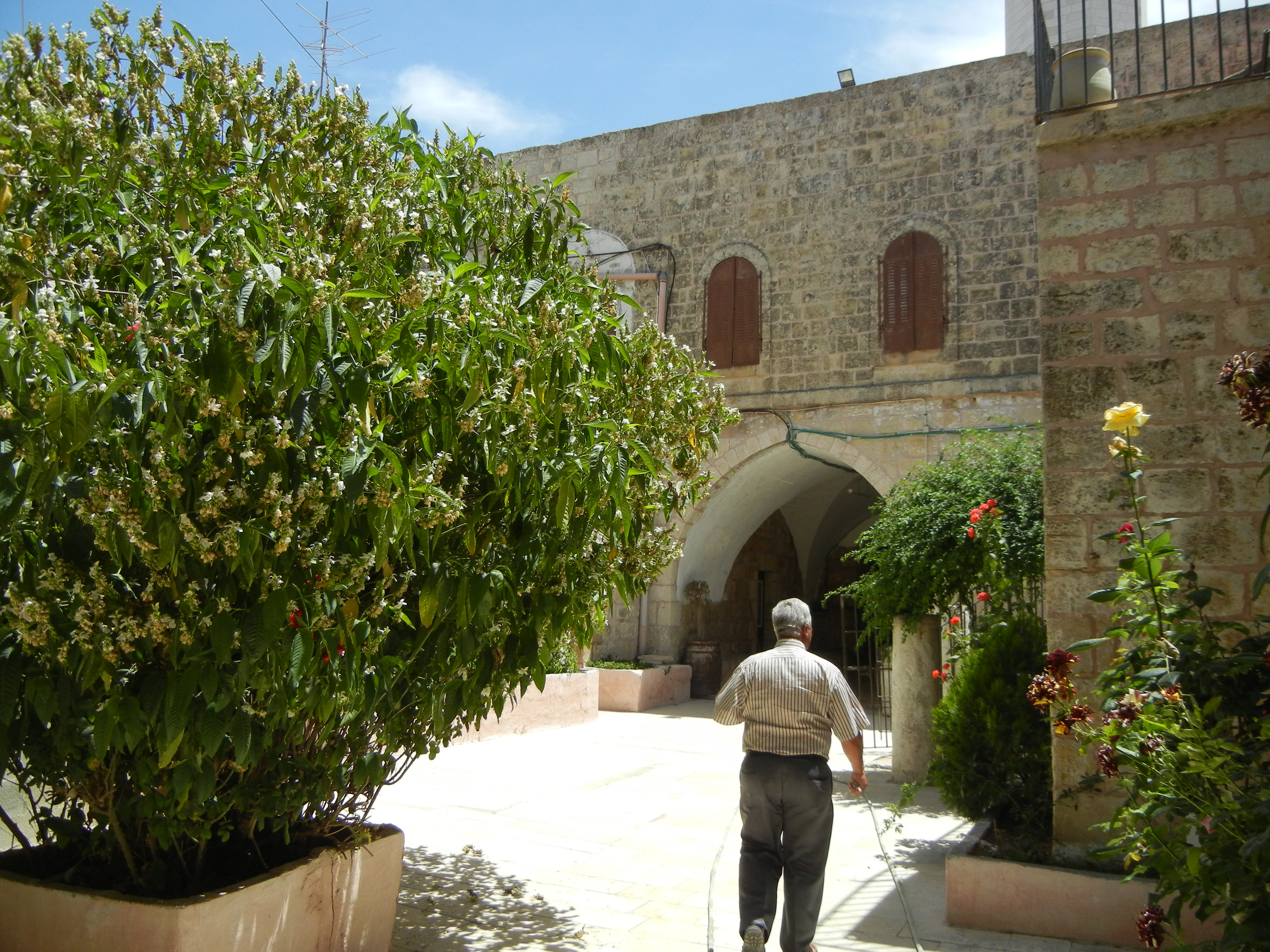